# Sangue fiammingo
Sangue fiammingo (A Dog of Flanders) è un film del 1959 diretto da James B. Clark.
Secondo adattamento cinematografico sonoro del racconto Il cane delle Fiandre, pubblicato nel 1872 dalla scrittrice inglese Ouida. Protagonista è David Ladd, allora affermato attore bambino del cinema americano. Il cane che interpreta il ruolo principale di "The Dog of Flanders" (chiamato Patrasche come il cane di Peter Paul Reubens) è lo stesso animale, Spike, che nel 1957 aveva interpretato il ruolo principale nel film Zanna Gialla (Old Yeller). Il nonno è Donald Crisp che già aveva interpretato ruoli simili in tre film su "Lassie" (Torna a casa, Lassie!, 1943; Il figlio di Lassie, 1945; Il ritorno di Lassie, 1949). Come comune in quasi tutti gli adattamenti cinematografici del racconto di Ouida, al film viene dato un lieto fine, laddove la storia originaria si concludeva con la morte non solo del nonno ma anche del ragazzo e del cane.

## Trama
Un ragazzino con aspirazioni da pittore cura la fattoria del nonno ammalato, quando questi muore decide di partire non avendo vinto una gara di pittura cui aveva partecipato. Mentre ammira una tela di Rubens incontra un pittore che decide di prenderlo con sé.

## Produzione
Il film fu prodotto negli Stati Uniti d'America dalla Twentieth Century Fox.

## Distribuzione
Il film fu distribuito dalla Twentieth Century Fox nelle sale cinematografiche statunitensi il 17 marzo 1960.